# Santa Maria di Costantinopoli (Nápoly)
A Santa Maria di Costantinopoli egy nápolyi templom a hasonló nevű utca mentén. A templomot 1527-1528 között építették. A legendák szerint, a pestis sújtotta Nápoly egy asszonyának látomása volt a Konstantinápolyi Szűzzel, aki azt kérte, hogy építsenek egy templomot tiszteletére és elűzi a járványt. Emiatt a XVI. század egyik legfontosabb nápolyi búcsújáró hely lett. Az egyhajós belsőhöz öt oldalkápolna csatlakozik. A freskók és a belső díszítések Domenico Antonio Vaccaro és Belisario Corenzio munkái. A főoltár Cosimo Fanzago műve.